# Puperita pupa
Puperita pupa is een slakkensoort uit de familie van de Neritidae. De wetenschappelijke naam van de soort werd gepubliceerd in 1767 door Carl Linnaeus.